# Canon de 12 mle 1853–1859

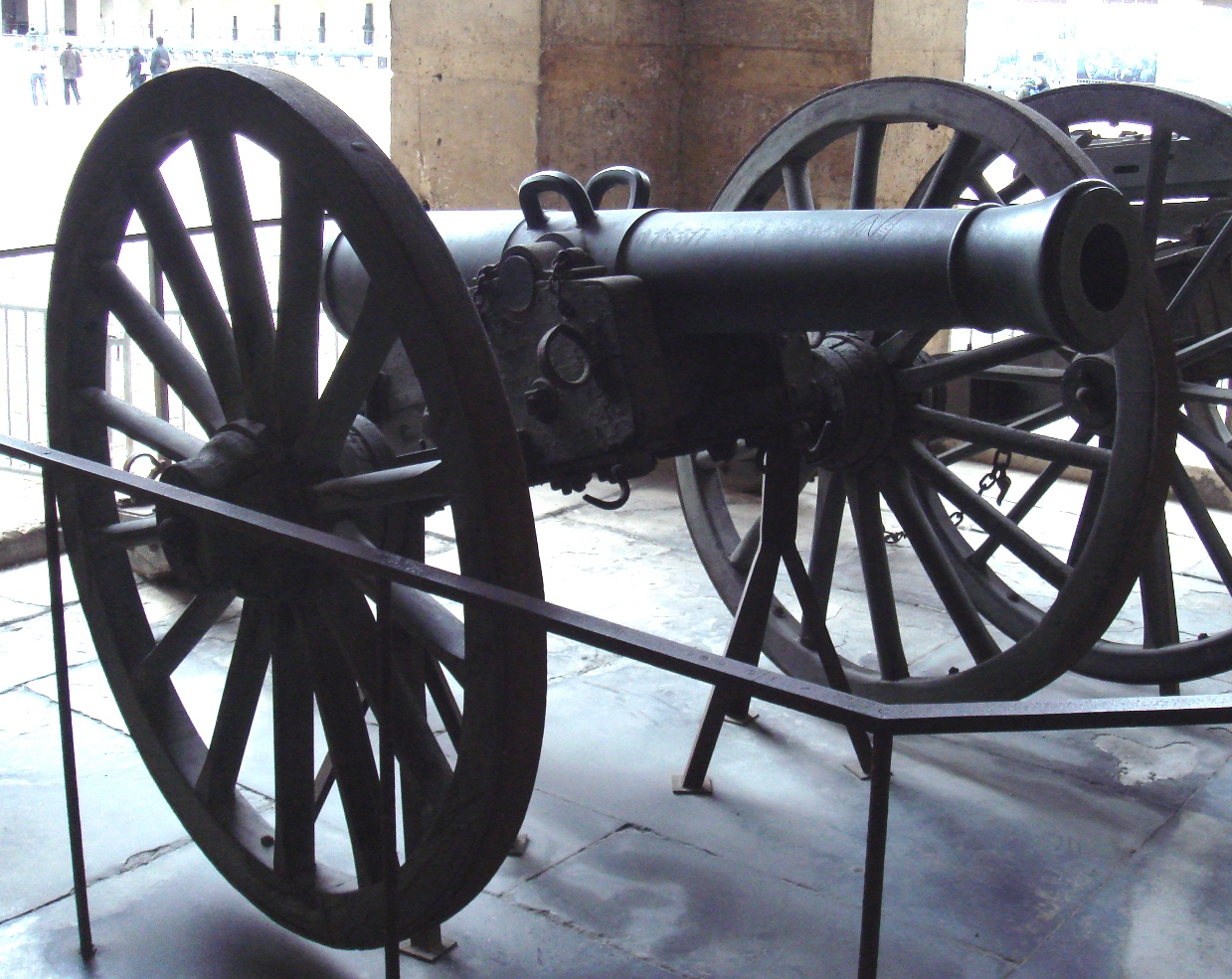
Feldgeschütz

Die Canon de 12 mle 1853–1859 war ein bronzenes Feldgeschütz der französischen Artillerie. Eine geringe Anzahl war in verschiedenen Grenzforts aufgestellt. Neben dem Feldgeschütz existierte noch eine Haubitze und ein Kasemattgeschütz.
Ab 1859 wurden alle Rohre mit Zügen und Feldern versehen.
Die Kanone war zum Verschuss von Granaten, Kartätschen und Schrapnellen geeignet und sollte alle vorangegangenen Muster ersetzten. Hauptinitiator war Napoleon III. Wegen der als nur unzureichend erachteten Reichweite waren die letzten Exemplare der Feldgeschütze bereits 1876 ausgemustert worden.

## Varianten
Nachdem die Geschütze durch modernere Waffen abgelöst worden waren, erhielten die Rohre eine Überarbeitung und neue Verwendung.

### Obusier de 12 mle 1853
Als Belagerungsgeschütz (bzw. Haubitze) existierte der sogenannte „Obusier de 12 mle 1853“
- Technische Angaben:

Rohrlänge: 191 cm
Kaliber: 121,3 mm
Geschossgewicht: 6 kg
Gewicht in Feuerstellung: 1199 kg
Rohrgewicht: 630 kg
Lafettengewicht: 569 kg
Feuerrate: 1 Schuss min
maximale Schussweite: 2500 m
Mündungsgeschwindigkeit_ 400 m/s

### Canon 12 de culasse modèle 1884
Im Jahre 1884 stattete man dann eine unbekannte Anzahl der eingelagerten Rohre mit einem Verschluss des System Lahitte mle 1884 aus und stellte sie als Kasemattgeschütze in den Kaponnieren und Grabenkoffern der Forts der Barrière de fer auf.
Die Rohre wurden dazu auf eiserne Rahmenlafetten (als „affut de 4“, „affut de 5“ und „affut de 7“ bezeichnet) gesetzt und waren zur Grabenverteidigung bestimmt.

## Verwendung in anderen Ländern

### 12 pounder Napoleon
Das Modell des Feldgeschützes wurde als „12 pounder Napoleon“ in großen Stückzahlen im amerikanischen Bürgerkrieg eingesetzt. So stellten die Nordstaaten mehr als 1100, die Südstaaten mehr als 600 Exemplare her.